# تامیلا آباسووا
تامیلا آباسووا (ترکی آذربایجانی: Tamilla Rəşid qızı Abbasova؛ زادهٔ ۹ دسامبر ۱۹۸۲) دوچرخه‌سوار زن آذری‌تبار اهل روسیه است.
وی در مسابقات کشوری و بین‌المللی در مجموع برندهٔ ۲ مدال نقره شده‌است.